# Peter Lerche
Peter Thomas Lerche es un historiador, arqueólogo, antropólogo, etnólogo, profesor universitario y político germano-peruano. Su investigación principalmente se ha centrado en el estudio de la cultura chachapoyas.

## Biografía
Lerche estudió antropología y etnología. En 1985, se doctoró en la Universidad Libre de Berlín.
Siendo joven, en 1971 visitó la Provincia de Chachapoyas. Nueve años después, en 1980, se mudó a Perú, donde luego trabajó para el Instituto Nacional de Cultura del Perú como Consultor de Desarrollo Turístico y Director del Departamento de Conservación de Monumentos Arqueológicos.
En 1998 fundó la Fundación Camayoc, que se preocupa por la protección de la historia cultural peruana. 
Lerche está casado con una chachapoyana y ha renunciado a la ciudadanía alemana.

### Vida política
Entre 2007 y 2010 fue alcalde de la ciudad de Chachapoyas por el partido político Unión por el Perú.   
En 2019 fue nombrado director de la Dirección Desconcentrada de Cultura de Amazonas por la entonces ministra de cultura Sonia Guillén. Durante su gestión se sucedieron los derrumbes en Kuélap, luego de lo sucedido decidió renunciar a su cargo y fue remplazado en el cargo por Jesús Esther Lozano Maldonado.

## Publicaciones
- Lerche, Peter ([1986]). Häuptlingstum Jalca : Bevölkerung und Ressourcen bei den vorspanischen Chachapoya Peru (en alemán). D. Reimer. ISBN 3496008598. OCLC 21949305.
- Lerche, Peter (1995). Los Chachapoya y los símbolos de su historia. Lima: Gayoso. OCLC 1073383039.
- Lerche, Peter (1996). Chachapoyas: guía de viajeros. Lima: Verf. OCLC 253681196.
- Lerche, Peter (2000). El Exul Inmeritus Populo Suo.